# Warenverkehrsbescheinigung
Warenverkehrsbescheinigungen (WVB) sind Dokumente, die im internationalen Handelsverkehr Verwendung finden. Sie dienen hauptsächlich der Bescheinigung der präferenziellen Ursprungseigenschaften von Gütern, um bei der Einfuhrverzollung dieser Waren im Bestimmungsland eine Befreiung oder Verminderung der Einfuhrzölle zu erreichen.
Die in diesem Zusammenhang zu erwähnenden „Ursprungszeugnisse“ (UZ) haben – im Gegensatz zu WVBs – keine reduzierende Wirkung auf Abgaben und Zölle.
Die rechtliche Basis dieser Bescheinigungen finden sich in den unterschiedlichen bi/multilateralen Handelsabkommen (Freihandelsverträge) zwischen den jeweiligen Handelsländern. Diese Abkommen beruhen auf Gegenseitigkeit (Ausnahme s. u.: GSP Form.A/Form.B) und decken – mit Ausnahme von Agrarerzeugnissen – alle Warengattungen ab.
Um eine WVB ausstellen zu können, müssen die aus einem Vertragsstaat zu exportierenden Waren die Ursprungsregeln erfüllen, die in den spezifischen „Listenbedingungen“ (Anhänge der jeweiligen Verträge) aufgeführt sind. Ursprungsregeln sind – anders als bei einer Zollunion – in Freihandelszonen erforderlich, weil kein gemeinsamer Außenzolltarif besteht.
Das Erstellen oder Vorlegen einer WVB ist behördlich nicht zwingend vorgeschrieben, jedoch werden dann bei einer Einfuhrverzollung entsprechende Zölle erhoben.
Für das Einhalten der jeweiligen Vorschriften und das Überprüfen von ausgestellten WVB sind die nationalen Zollverwaltungen zuständig.

## WVB Versionen (Auswahl)

### Ursprungszeugnis (UZ)
Ursprungszeugnisse dienen – im Gegensatz zu den anderen Bestätigungen – nicht dem Befreien oder Mindern der Einfuhrzölle.
Das UZ bestätigt lediglich den Nationalen Ursprung einer Ware. Dieses UZ ist einfacher zu erreichen, als ein entsprechender Präferenzieller Ursprung. UZ werden im Gegensatz zur EUR.1 nicht von Zollbehörden beglaubigt, sondern – auf Antrag des Exporteurs – von den jeweils örtlich zuständigen Handelskammern ausgestellt. Es sind dabei die jeweiligen Bestimmungen des Bestimmungslandes zu beachten. So verlangen z. B. einige Länder eine zusätzliche Beglaubigung des UZ durch ihre Botschaften im Abgangsland oder es wird generell zwingend die Vorlage eines UZ vorgeschrieben. Die UZ stellen somit für diese Länder ein nicht tarifäres Handelshemmnis dar und dienen so rein der Kontrolle von Warenströmen zwischen den Handelsländern.

### Lieferantenerklärung/Langzeitlieferantenerklärung (LE/LLE)
Lieferantenerklärungen sind WVB im Binnen-EU-Handel (für Einzellieferungen). Mit der LE bestätigt der Lieferant dem gleichfalls in der EU ansässigen Handelspartner die präferenziellen Eigenschaften des gelieferten Gutes. Sollte die Ware anschließend aus dem Binnenmarkt der EU exportiert werden, müssen UE oder Eur.1 o. ä. erstellt werden und dafür sind diese Lieferantenerklärungen des Vorlieferanten erforderlich. Langzeitlieferantenerklärungen (LLE) sind Bestätigungen für regelmäßige Lieferungen. Sie sind ab dem Ausstellungstag max. 24 Monate in die Zukunft und 12 Monate rückwirkend gültig.

### Ursprungserklärung (UE)
Der Exporteur von Waren kann auf seiner (Handels-)Rechnung auch eine sogenannte Ursprungserklärung vermerken. Allerdings gilt diese nur bis zu einer Wertgrenze von 6000 Euro oder 10.300 CHF. Die Wertgrenze gilt hierbei pro Sendung und nicht pro Rechnung/Dokument. Enthaltene Drittlandwaren sind bei dieser Wertgrenze nicht zu berücksichtigen; sie müssen aber in jedem Fall klar ersichtlich als nicht präferenzbegünstigt auf dem Handelspapier gekennzeichnet werden. Der exakte und immer einzuhaltende Wortlaut der UE ist zwingend vorgeschrieben. Die unterschiedlichen FHA haben aber hierzu teilweise differierende Vorschriften.

Beispiel:

„Der Ausführer der Waren (EA Nr. XXX*), auf die sich dieses Handelspapier bezieht, erklärt, dass diese Waren, soweit nicht anders angegeben, präferenzbegünstigte XY-Ursprungswaren sind.“
UEs müssen zwingend mit einer original Unterschrift einer zeichnungsberechtigten Person des Exporteurs und im Moment der Einfuhrverzollung vorliegen. Eine nachträgliche Einreichung ist i. d. R. nur nach vorheriger Genehmigung bzw. Anmeldung beim zuständigen Zollamt möglich. Ursprungserklärungen dürfen nur ausgestellt werden, wenn alle nötigen Vordokumente vorliegen (z. B. LE/LLE oder Import-Zollquittungen für Zwischenhändler oder Kalkulationslisten für Produzenten).

### Ursprungserklärung mit Bewilligungsnummer
Hat der Hersteller oder Versender von Waren den zollrechtlichen Status eines „EA“ – Ermächtigter Ausführer – so ist die Wertobergrenze der (normalen) UE aufgehoben. Der „EA“ erklärt auf seiner (Handels-)Rechnung wiederum mit einer zwingend vorgeschriebenen Formulierung und seiner Bewilligungsnummer an der richtigen Stelle der Formulierung die Präferenzbegünstigung. Auch die Pflicht zur Original-Unterschrift ist aufgehoben. Die Erteilungspraxis und die Vergabe dieser Bewilligung sind jeweils national geregelt.
Anmerkung: Ein vorhandener zollrechtlicher Status „ZA“ („zugelassener Ausführer“) – ermächtigt nicht zur vereinfachten Ausstellung von Ursprungserklärungen. Zugelassene Ausführer genießen nur Vorteile bezüglich der Verfahrensweisen der Deutschen Ausfuhrerklärung/Abfertigung.

### EUR.1
Ist der Hersteller oder Versender von Waren kein „EA“ – Ermächtigter Ausführer – und übersteigt die Lieferung die Wertobergrenze von 6.000 Euro so ist für das Erhalten der Präferenzbegünstigung das Formular EUR.1 zu erstellen.
Das Formular „EUR.1“ ist ein definiertes Zolldokument das grundsätzlich vor Export der Sendung i. d. R. vom zuständigen Zollamt des Exporteurs legalisiert (gestempelt) werden muss. Das Erstellen der EUR.1 kann – unter Einhaltung lokaler Bestimmungen – auch durch beauftragte Dienstleister erfolgen. Der Gültigkeitsraum ist im weitesten Sinne durch die Länder der Europäischen Präferenzsysteme (EU / EWR / EFTA) definiert.
Im Rahmen der Pan-Europäischen Kumulation wurde für den Gesamt-Wirtschaftsraum vereinbart, dass alle gegenseitig bestehenden Verträge zwischen den Teilnehmern in Gegenseitigkeit für alle Gültigkeit erreichen. Bestehende Ausschluss-Klauseln wurden dabei außer Kraft gesetzt (z. B. Direkt-Beförderung), gleichfalls wurde die volle Kumulation aller Wertschöpfungsschritte eines Produktionsprozesses untereinander möglich.

### EUR.Med (Äquivalent zu EUR.1)
Der Europäische Präferenzraum wurde im Rahmen des EUR-MED-Abkommens zwischen den Staaten der Paneuropäischen Kumulation und den Afrikanischen und Arabischen Mittelmeeranrainer erweitert.
Die Regelungen des EUR-MED-Abkommens weisen in den Kumulationsbestimmungen einige spezifische Besonderheiten zu den sonstigen Außenhandelsverträgen auf. Wird eine Präferenzbehandlung im Rahmen des EUR-Med Abkommens beantragt, muss entweder eine speziell erweiterte Version der UE vorliegen oder bei Überschreiten der Wertgrenzen, das spezielle Formular EUR-MED verwendet werden.

### Sonderfall A.TR (Zollunion EU-Türkei)
Das Formular „A.TR“ dient ausschließlich für den Versand zwischen der EU und der Türkei und ist nur (noch) für ursprünglich importierte Drittlandwaren oder nicht präferenzbegünstigte Waren nötig. Mit diesem Dokument bestätigen sich die Vertragsstaaten, dass die verzeichnete Ware bereits vorrangig im gemeinsamen Zollgebiet einfuhrbehandelt – und mit Zöllen belegt – wurde (Zollunion). Für präferenzielle Ursprungswaren im Sinne der EUR-MED-Abkommen ist dies automatisch über die UE oder Eur.1 gegeben.

### GSP Form.A
Das GSP (General System of Preferences) Form.A ist eine einseitig gewährte Präferenz der weiter entwickelten (Industrie-)Länder für Entwicklungsgebiete im Rahmen des GATT und der WTO.
Es wird hierbei zwischen GSP-Ländern (z. B. Indien, VR China) und LDC-Ländern Least Developed Countries unterschieden.
Die Einsparungen für Einfuhren aus GSP-Ländern liegen normalerweise bei 50 %, für Einfuhren aus LDC-Ländern bis zu 100 % des Zollansatzes.
Die Gültigkeit kann nach Land und Zolltarifnummer (Warengattung) eingeschränkt oder ausgeschlossen werden. So sind z. B. Form.A aus der VR China bei Einfuhren von Bekleidung, Textilien, Schuhen und verwandten Waren generell nicht anerkannt.

## Grundsätzliche Regelungen

### Direktbeförderungsklausel
In allen Varianten der Außenhandelsverträge ist die Direktbeförderungsklausel verbindlich.
Die Ware muss, ohne zwischenliegende (Zoll-)Behandlung in einem Drittland (nicht Vertragsstaat) direkt zwischen den Vertragsländern befördert werden (ungebrochener Zolltransit).
Bsp.: Waren aus Bangladesh (LDC-Land) werden von einem EU-Händler zollfrei in die EU eingeführt. Bei einem anschließenden Weiterverkauf z. B. an einen Schweizer Händler fallen bei der folgenden Schweizer Einfuhrverzollung die vollen Zollabgaben an, weil der Transit durch die Einfuhrbehandlung in der EU gebrochen wurde.

### Territorialitätsprinzip
Das ebenfalls grundsätzlich zu beachtende Territorialitätsprinzip beschränkt die Gültigkeit auf das geographische Gebiet der Vertragspartner. Eine, auch nur zeitweise, Behandlung in einem nicht beteiligten Drittland lässt die Präferenzberechtigung unwiederbringlich erlöschen.
Bsp.: Die Schweiz und die EU haben inhaltlich nahezu identische Verträge mit Mexiko abgeschlossen.
Schweizer Ursprungswaren verlieren bei einem Versand (z. B. über ein EU-Zwischenlager) ihre Präferenzeigenschaften, falls dieser Versand – im Rahmen der EU-Schweiz-Verträge – mit einer definitiven Einfuhrverzollung in der EU erfolgt.

### Dokumentationsprinzip
Präferenzen werden grundsätzlich nur anerkannt, wenn die dafür vorgeschriebenen Dokumente vollständig und gültig vorliegen.

### Gültigkeitsfristen
Die verschiedenen WVB haben unterschiedliche Gültigkeitsfristen, diese variieren je nach den beteiligten Länder und der betroffenen Verträge.
UE und Eur.1 sind i. d. R. 4 Monate gültig während das Form.A i. d. R. 6 Monate gültig ist.

### Nachträgliche Ausstellung
Eine nachträgliche Ausstellung von WVBs (nach Warenexport) ist möglich. Das nachträglich ausgestellte EUR.1 oder ähnliche Dokumente müssen zwingend den zollamtlich bestätigten Vermerk Nachträglich Ausgestellt im Feld 4 >Bemerkungen< des Dokumentes tragen.
Die nachträgliche Anmeldung der Präferenzbehandlung, wenn die Ware bereits abgefertigt den Zollabfertigungsplatz verlassen hat, ist oft nicht möglich.